# Johann Paul Wessely
Johann Paul Wessely (Jan Pavel Veselý, * 24. Juni 1762 in Frauenberg; † 1. Juni 1810 in Ballenstedt) war ein böhmischer Komponist.
Wessely spielte bis 1797 als Violinist in Altona, bis 1800 in Kassel und war danach Konzertmeister in Ballenstedt. Neben einem Rondo für Horn und Orchester, acht Variationen für Klarinette und Orchester und zehn Variationen für Horn, Violine und Orchester komponierte er 14 Streichquartette, drei Streichtrios, Klarinettenquartette sowie zwei Singspiele.